# Michael Rocque
Michael E. Rocque (1899 – Jabalpur, 1º dicembre 1965) è stato un hockeista su prato indiano.

## Palmarès

### Olimpiadi
- Oro a Amsterdam 1928 nell'hockey su prato.